# LOT

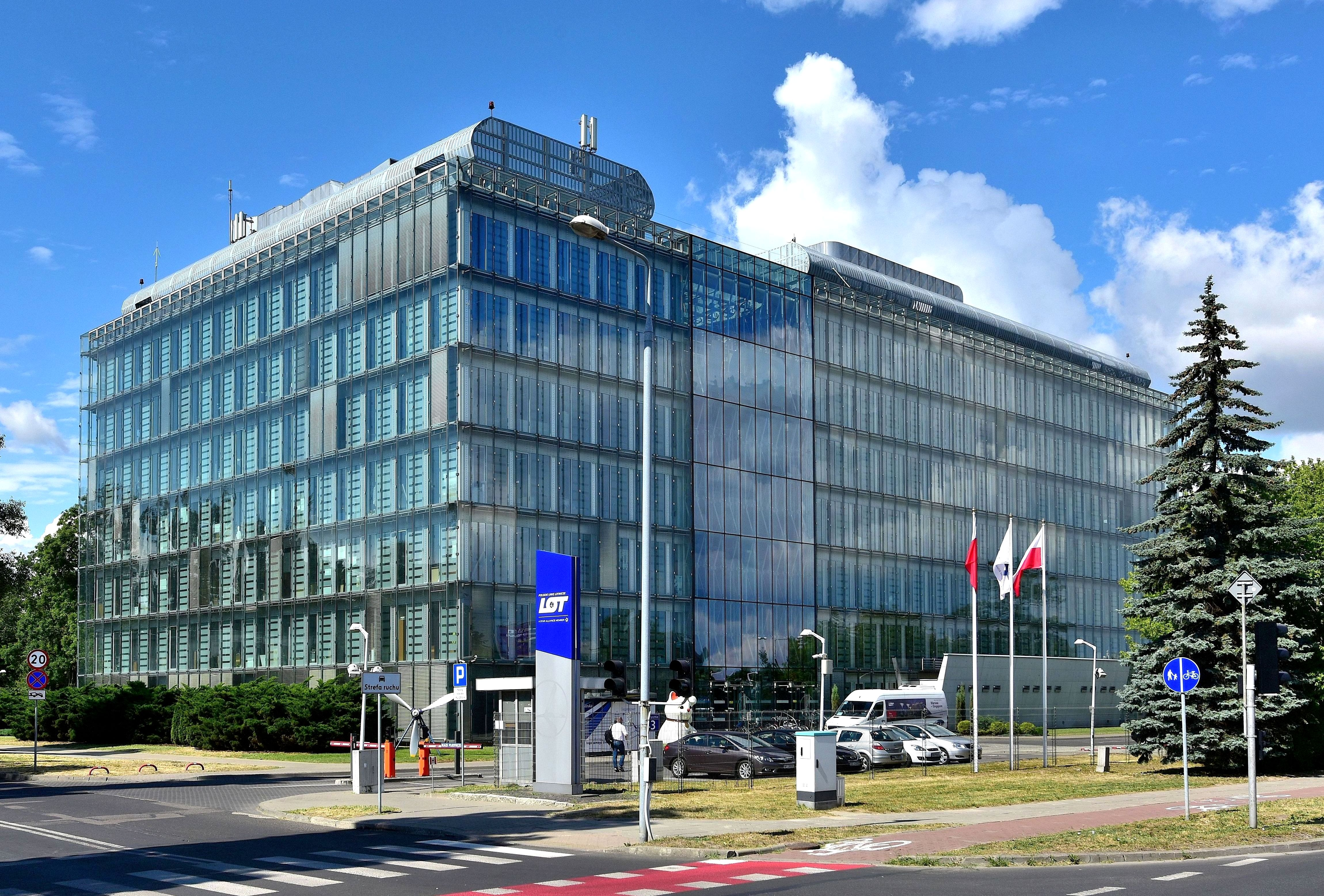
Centrála LOT ve Varšavě

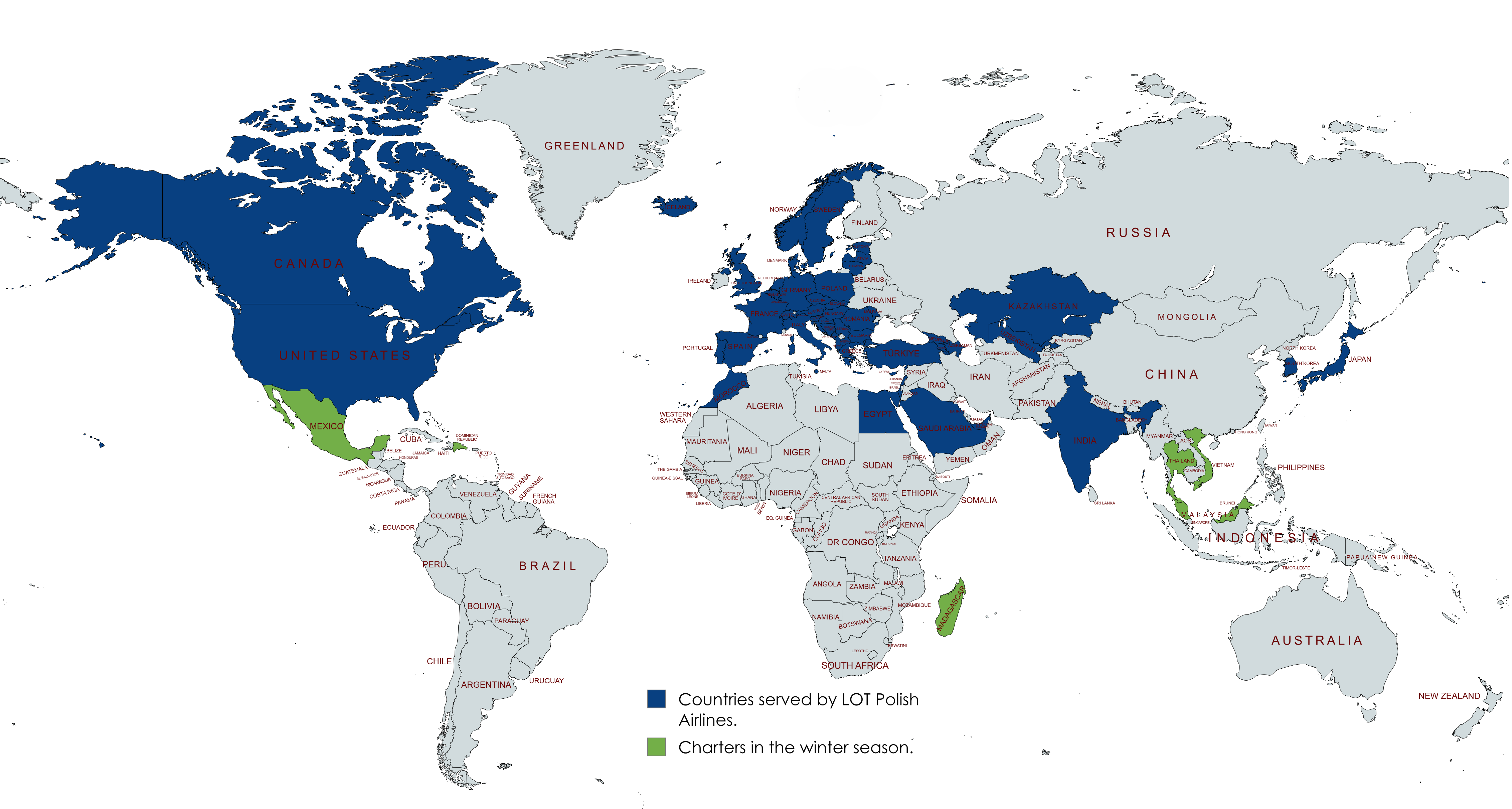

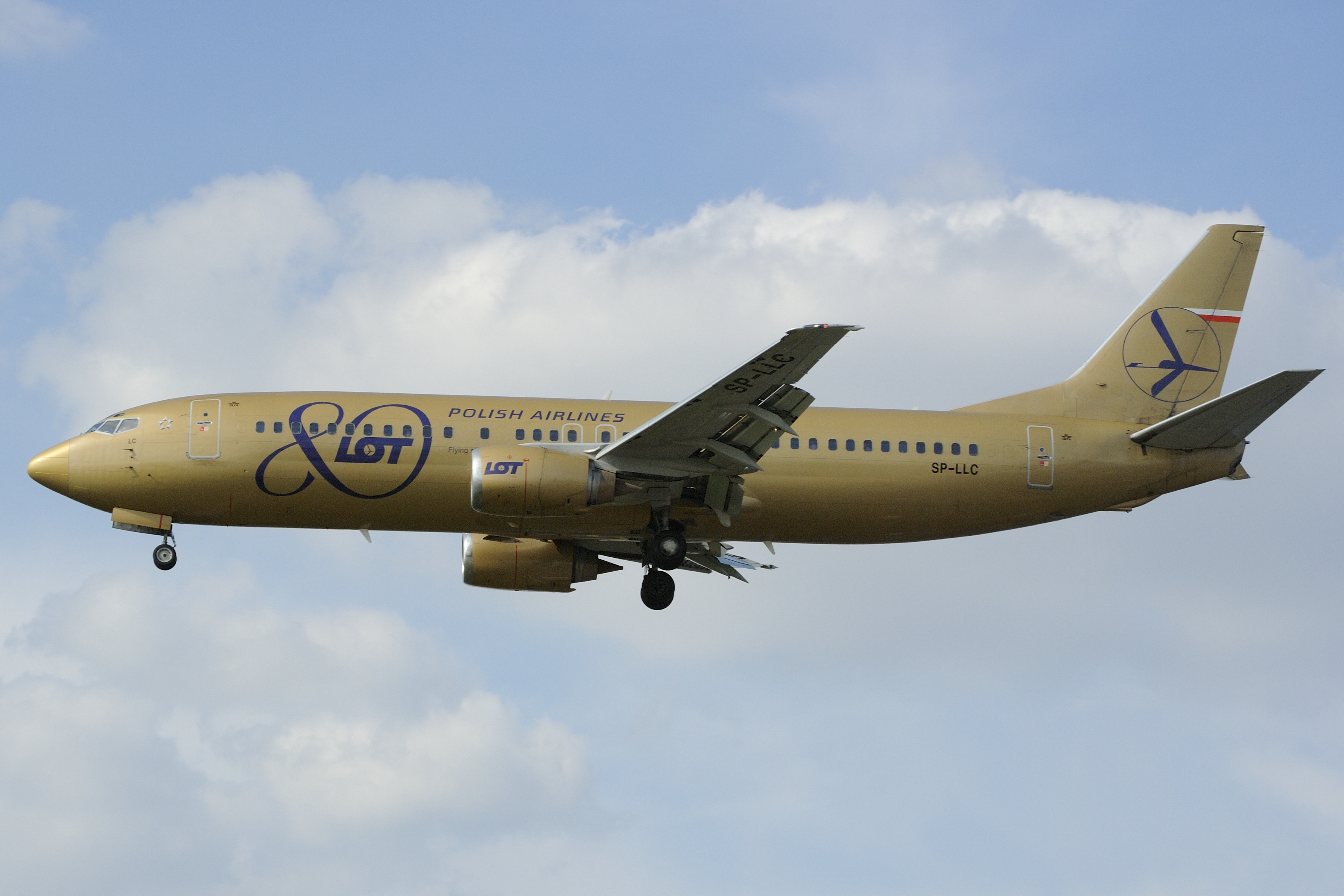
Boeing 737-45D SP-LLC v barvách k 80. výročí založení

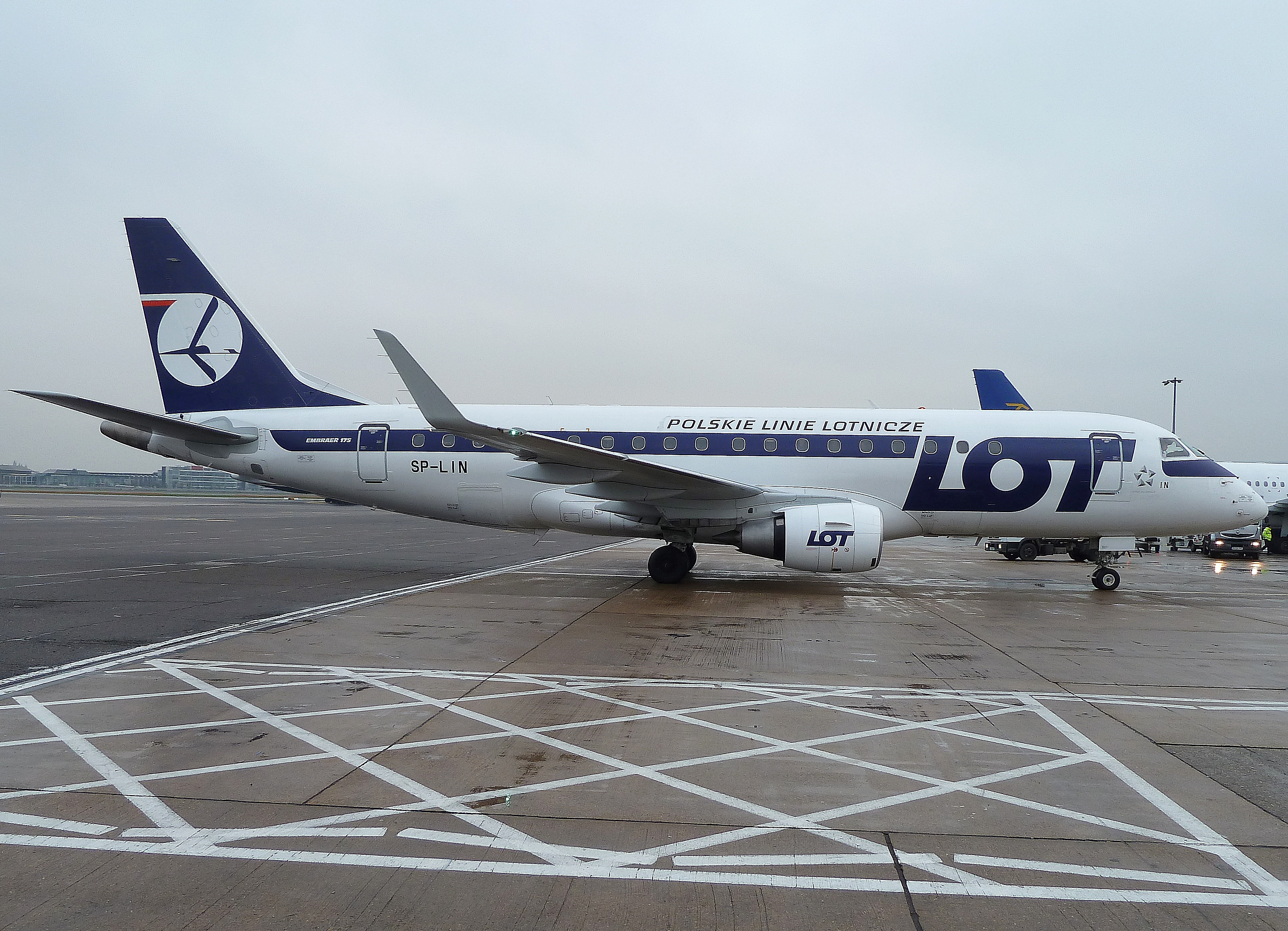
Embraer 175 v barvách LOT

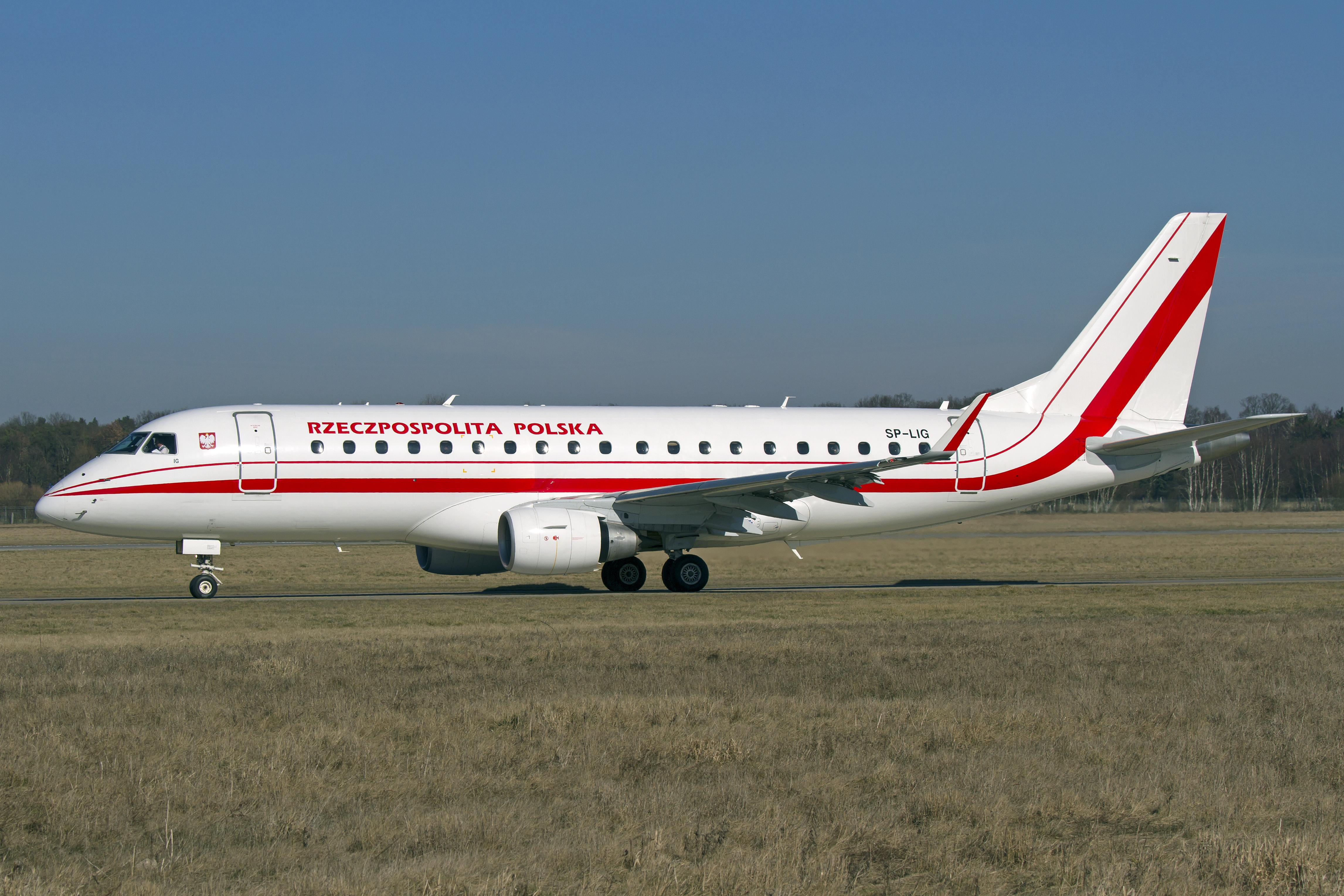
Embraer 175LR SP-LIG původně LOT, nyní vládní letka Polské republiky

Polskie Linie Lotnicze LOT (polskje liňe lotniče LOT), v doslovném překladu Polské aerolinky LOT, jsou polská národní letecká společnost se základnou na letišti Frédérica Chopina ve Varšavě. Byly založeny v roce 1928, od 26. října 2003 jsou součástí Star Alliance. Se svou flotilou létá LOT do Evropy, na Střední východ, do Severní Ameriky a do Asie.

## Historie
LOT vznikl k 1. lednu 1929 spojením všech soukromých leteckých společností v tehdejším Polsku. Prvními letadly byly Junkers F 13 (15 kusů) a Fokker F.VIIa/1m (6 kusů). V letech 1935 a 1936 se k flotile připojila letadla Douglas DC-2, Lockheed L-10A Electra a Junkers Ju 52/3m. V letech 1938–1939 byly zakoupeny stroje Lockheed L-14 Super Electra. První polská letadla provozovaná polskými aerolinkami byla PWS-24 a PWS-24 bis.
Během druhé světové války byla činnost LOT zastavena. V roce 1945 byl provoz obnoven po obdržení 10 letadel Lisunov Li-2 a 9 Douglas DC-3. Tuzemské lety byly obnoveny 1. dubna, mezinárodní 11. května 1945. Po válce byl strojový park založen na produkci Sovětského svazu. Koncem 80. let se ve flotile zase začala objevovat letadla západní výroby.
V listopadu 1992 se LOT přeměnil na akciovou společnost. LOT založil v roce 1996 také svou dceřinou regionální leteckou společnost EuroLOT, ta kvůli finančním problémům pozastavila veškerou činnost v roce 2015.
V srpnu 2011 rozhodla polská vláda, že LOT bude zajišťovat přepravu oficiálních polských představitelů namísto vládní letky, která byla rozpuštěna v důsledku okolností, zjištěných v rámci šetření tragické smolenské nehody, při níž zahynulo 96 osob včetně polského prezidenta Lecha Kaczyńského.

## Reakce napandemii covidu-19v roce 2020
Letecká společnost LOT byla vlastněna státním holdingem a neobdržela státní pomoc. Polská vláda nevyloučila bankrot, považovala ho ale za krajní řešení.
15. června 2020 náměstek ministra infrastruktury a dopravy Marcin Horała uvedl, že LOT musí racionalizovat výdaje, aby bylo možné zahájit jednání o poskytnutí pomoci z veřejných prostředků. 18. června 2020 místopředseda vlády Jacek Sasin prohlásil, že polská vláda nevyloučila bankrot, považuje ho ale za krajní řešení. V prvé řadě se měla řešit finanční situace v letecké společnosti snižováním mezd a nově dohodnutých smluv pro leteckou flotilu.

## Působení v Česku
Tato polská letecká společnost létá na pražské letiště z Varšavy od 7. srpna 1946. Na linku s frekvencí až pětkrát denně nasazuje své Embraery. Od 30. března 2020 měl LOT létat dvanáctkrát týdně z Budapešti do Prahy letounem Embraer. Spuštění souviselo se vznikem základny společnosti LOT v maďarském hlavním městě. Od 30. března 2020 měl LOT létat pětkrát týdně na letiště do Ostravy (OSR).

## Flotila

### Současná
K únoru 2020 LOT vlastnil 98 letadel a dalších 44 měl objednáno. Průměrné stáří letadel bylo 9 let. Boeing customer code LOT byl 5D, tudíž mělo jít např. o typ 787-85D.
| Letadla          | Počet | Objednávky | Cestující | Cestující | Cestující | Cestující | Poznámky                               |
| Letadla          | Počet | Objednávky | C         | Y+        | Y         | Celkem    | Poznámky                               |
| ---------------- | ----- | ---------- | --------- | --------- | --------- | --------- | -------------------------------------- |
| Airbus A220-100  | —     | 20         |           |           |           | 125       | Pristatymas planuojamas nuo 2027 metų. |
| Airbus A220-300  | —     | 20         |           |           |           | 149       | Pristatymas planuojamas nuo 2027 metų. |
| Boeing 737-800   | 6     | —          | —         | —         | 186       | 186       |                                        |
| Boeing 737 MAX 8 | 18    | 13         | —         | —         | 186       | 186       |                                        |
| Boeing 777-200ER | 1     | —          |           |           |           | 293       |                                        |
| Boeing 787-8     | 8     | 2          | 18        | 21        | 213       | 252       |                                        |
| Boeing 787-9     | 7     | —          | 24        | 21        | 249       | 294       |                                        |
| Embraer 170      | 5     | —          | —         | —         | 70        | 70        |                                        |
| Embraer 175      | 15    | —          | —         | —         | 82        | 82        |                                        |
| Embraer 190      | 8     | —          | —         | —         | 106       | 106       |                                        |
| Embraer 195      | 16    | —          | —         | —         | 112       | 112       |                                        |
| Embraer 195 E2   | 3     | —          |           |           | 136       | 136       |                                        |
| Celkem           | 87    | 55         |           |           |           |           |                                        |